# Ondřej Šašinka
Ondřej Šašinka (* 21. března 1998 Frýdek-Místek) je český profesionální fotbalista, který hraje na pozici útočníka či křídelníka v klubu FC Hradec Králové. Je také bývalým českým mládežnickým reprezentantem .

## Klubová kariéra
Začínal ve Staříči, od žákovských kategorií hrál v Baníku Ostrava. V nejvyšší soutěži debutoval 6. prosince 2015 ve Vítkovicích za Baník proti Spartě (prohra 1:2). Poté, co Baník Ostrava poprvé od ročníku 1965/66 sestoupil z nejvyšší soutěže, zde působil i na podzim 2016. Na jaře 2017 hostoval ve slovenském prvoligovém klubu FK Senica, po sezoně se vrátil zpět do Baníku Ostrava.

V lednu 2018 odešel na hostování do dalšího slovenského mužstva FC ViOn Zlaté Moravce. V červenci roku 2019 byl poslán na hostování do 1. FC Slovácko

## Reprezentační kariéra
Ondřej Šašinka nastupoval v mládežnických reprezentacích České republiky od kategorie U16 do kategorie U21.

### Ligová bilance
| Ročník                | Zápasy | Góly | Minuty | Klub             |
| --------------------- | ------ | ---- | ------ | ---------------- |
| I. liga 2015/16       | 6      | 0    | 361    | FC Baník Ostrava |
| II. liga 2016/17      | 4      | 0    | 136    | FC Baník Ostrava |
| I. slov. liga 2016/17 | 12     | 0    | 933    | FK Senica        |
| CELKEM I. LIGA        | 6      | 0    | 361    |                  |
| CELKEM I. LIGA        | 12     | 0    | 933    |                  |
| CELKEM II. LIGA       | 4      | 0    | 136    |                  |

## Osobní život
Jeho starším bratrem je fotbalista Jakub Šašinka.